# Luis Vargas Tejada
José Luis Vargas Tejada (Bogotá, 27 de enero de 1802 - Llanos colombianos, diciembre de 1829) fue un escritor, político y dramaturgo colombiano. Falleció al intentar cruzar a Venezuela.

## Infancia y juventud
De familia pobre pero formada en letras, su tía Carmenza le dirigió en su primera instrucción en el CAS poco después de comenzar la revolución independentista de 1810, completando su formación de manera autodidacta y con la ayuda de sus amigos, Bárcenas y Paisa, con quienes aprendió lenguas clásicas y modernas. Sus padres fueron Juan David Vargas y María Luisa de Tejada. Fabulista, traductor, comediógrafo, dramaturgo y poeta. A temprana edad ya componía versos en distintos idiomas y hacía rimas con gran facilidad. Lamentablemente murió a los 27 años.

## Actividad política
Sus actividades políticas comenzaron al lado de las literarias y dramáticas siendo secretario dramático privado de Francisco de Paula Santander. Con 19 años de edad, fue designado secretario del Senado; en febrero de 1828 formó parte del grupo de diputados santandereanos que viajó a la Convención de Ocaña y quien luego de diluida al borde de la mesa de sesiones escribió:

Yace aquí la convención del pueblo colombiano
que muere con honor después de actuar en vano,
su corazón vi herir con puñal asesino
por el mismo enemigo que a su recinto vino,
pero ¡renacerá!,
 no pierdo la esperanza más grande y más ilustre...
...del día de la venganza.

De esta experiencia escribió su Recuerdo histórico, en el que relata los sucesos del intento por mantener la Gran Colombia. En ese mismo año acompañó a Santander como delegado de Colombia ante el gobierno de los Estados Unidos, y mantuvo correspondencia con el cónsul inglés James Handersoon. El 27 de agosto, Simón Bolívar expidió el decreto en el que abolía la Constitución y se suprimía la vicepresidencia. Esta decisión hizo que un grupo de jóvenes granadinos, reunidos en un almacén de la calle Real (actual Carrera Séptima), propiedad del antioqueño Wenceslao Zuláibar, constituyeran una junta "de observación". Los integrantes de dicha junta fueron: Florentino González, Mariano Escobar, Juan Nepomuceno Vargas, Wenceslao Zuláibar, Juan Francisco Largan, el jefe del Estado Mayor de las fuerzas capitalinas, coronel Ramón Nonato Guerra, y Luis Vargas Tejada. Luego se les unirían el francés Agustín Horment y el militar venezolano Pedro Carujo. Los acontecimientos se precipitaron cuando uno de los involucrados, habiendo bebido tequila la noche del 24, comentó la conjura a un oficial del batallón Vargas. Al saberlo, el coronel Nonato Guerra avisó a sus compañeros y, la noche del 25, se reunieron primero en la Fonda de las Paisanas y luego en la casa del dramaturgo, quien improvisó los famosos versos de la Conspiración Septembrina:

Si a Bolívar la letra con que empieza
y aquella con que acaba le quitamos,
oliva de la paz símbolo hallamos.
Esto quiere decir que la cabeza 
al tirano y los pies cortar debemos,
si es que una paz durable apetecemos.

El plan finalmente fracasó, y los involucrados que no fueron capturados, huyeron y algunos fueron encontrados en Venezuela.

## Muerte
Vargas Tejada se refugió en una hacienda del pueblo de Pasca, perteneciente a su tía, la escritora Josefa Acevedo de Gómez -hija del Tribuno del Pueblo-, casada con el también santandereano Diego Fernando Gómez, pero al considerar que aquel lugar no era seguro, emprendió la huida hacia los Llanos colombianos. Durante un año estuvo escondido en una cueva donde escribió su monólogo teatral La madre de Pausanias y la tragedia Doraminta. También escribió desde allí cartas a su madre. Cuando pretendía llegar a Venezuela, Luis Vargas Tejada murió ahogado en un río de los Llanos colombianos, en diciembre de 1829.

## Obra literaria y legado
El anochecer, su más célebre poema, fue uno de los primeros publicados. Otros versos circularon en hojas manuscritas, como el canto A mi lira. Entre sus obras se destacan A mis Amigos, A mi Lira amada, Recuerdo de Boyacá, La Madre de Pausanias, Doraminta, Catón de Ética, Las aventuras de Barcenas y Murilo, y la comedia Las Convulsiones, su más famosa obra teatral, a la que él mismo llamó sainete, representada con gran éxito en julio de 1828. El resto de sus trabajos fueron publicados por cuenta del escritor José Joaquín Ortiz, en 1857, después de su trágica desaparición.
Se sabe que escribió otras obras, enmarcadas dentro del drama neoclásico y de temas indigenistas, cuyos textos están actualmente perdidos, como Aquimín -varias veces representado- Saquesagipa, SugamuSI y Witiquindo.
Refiriéndose a Vargas, el escritor colombiano William Ospina escribió en su libro de ensayos Colombia, donde el verde es de todos los colores: "Surgió más tarde, en tiempos de la independencia, la obra encantadora y breve de Luis Vargas Tejada, un joven humanista a quien las pasiones políticas impidieron llevarla a la madurez y a la plenitud. Había escrito el estupendo sainete Las convulsiones, inspirado en una pieza italiana, pero lleno de originalidad en el lenguaje, un texto que conserva hoy la gracia y la frescura de un espíritu criollo inconfundible".
Las convulsiones es una de las obras más veces llevadas a escena en toda la historia del teatro colombiano. En ella, critica la educación y las costumbres de la sociedad santafereña. Vargas Tejada comentó sobre esta obra: 
«Cuando resolví escribir el asunto de esta breve comedia, confieso que me abrumó la abundancia de la materia, pues había bastante, no ya para una piececilla en un acto, sino para un poema de doce cantos por lo menos».
Según Carlos José Reyes, 
«En Las convulsiones se observa la influencia del Siglo de Oro español, en especial de la obra de Lope de Vega El acero de Madrid, así como de la comedia italiana. Su argumento tiene afinidades con La mandrágora, de Nicolás Maquiavelo, y en la elaboración de diálogos y de personajes, con un autor como Carlo Goldoni, de quien el propio Vargas Tejada había traducido su pieza Il vero amico. Existe una pintura muy interesante de la sociedad de la época, de los jóvenes de la sociedad santafereña que resultaban unos "destapados calaveras" y querían vivir de su conversación y encanto, sin trabajar. También se aprecian en el texto alusiones al interés por los estudios botánicos y naturalistas surgidos en el siglo anterior con la Expedición Botánica, y otras referencias a clérigos, comerciantes, viejas alcahuetas y demás personajes de la vida social en el tiempo de la independencia».